# 飯塚俊彦
飯塚 俊彦（いいづか としひこ、1981年5月19日 - ）は、日本の元男子バレーボール選手。

## 来歴
新潟県新潟市出身。新潟市立上山中学校入学後、バレーボールを始める。親の転勤に伴い埼玉県に引越し、名門埼玉県立深谷高等学校へ入学する。同級生に、柴田恭平ら。
2000年、東海大学へ進学。同期に酒井大祐ら。同年1年次から大学選抜に選ばれ、同年アジアジュニア選手権4位入賞、翌2001年ジュニア世界選手権にも出場した。2003年4年次にはユニバーシアードに出場し、準優勝。同年の黒鷲旗ではベスト6に選出される。
2004年、JTサンダーズへ入団。同期に酒井、町野仁志。外国人や直弘龍治、内冨寛法の前になかなか出場できなかった。2006年5月に退団する。
2006年6月、東京ヴェルディに入団した。
2006/07 V・チャレンジリーグにて敢闘賞を受賞。
2020年に現役引退。

## 所属チーム
- 新潟市立上山中学校
- 埼玉県立深谷高等学校
- 東海大学
- JTサンダーズ（2004年-2006年）
- 東京ヴェルディ（2006-2020年）